# Francesco Albanese (attore)
Francesco Albanese (Napoli, 23 novembre 1975) è un attore, regista, autore e sceneggiatore italiano.

## Carriera
Inizia la sua carriera insieme ad Alessandro Siani e Peppe Laurato, col trio "A testa in giù" nella metà degli anni novanta all'interno del laboratorio "Tunnel Cabaret" di Nando Mormone. Con Alessandro Siani fa coppia a TeleGaribaldi, trasmissione comica condotta da Biagio Izzo e Gianni Simioli, seguitissima in Campania. Il successo del duo, Tatore (Siani) e Checco Lecco (Albanese), riscuote molto successo anche in teatro nello spettacolo Fiesta, a cui seguirà Tutti Bravi di cui Albanese è anche autore.
Nel 2006 e nel 2007 l'ormai collaudata ditta Siani-Albanese tenta la strada del cinema, esce nelle sale Ti lascio perché ti amo troppo, Siani attore protagonista e Albanese e Lello Musella che gli fanno da spalla, l'anno successivo, scrive a quattro mani con Siani un secondo film La seconda volta non si scorda mai in cui interpreterà il ruolo di Mario Saggiomo, mentre in teatro vanno in scena gli spettacoli Tienimi presente e Per tutti, in TV partecipa sia come cabarettista che come autore nella trasmissione televisiva Tribbù in onda su Rai 2. Dopo aver fatto parte del cast del film Benvenuti al Sud, nel 2014 è tra i protagonisti del programma Made in Sud nei panni del signor Orfeo e nel 2015 ironizza sul personaggio di Christian Grey nella parodia del film evento Cinquanta sfumature di grigio. Nell'aprile 2015 debutta sia come regista che come attore protagonista nel film Ci devo pensare.

## Televisione
- TeleGaribaldi (Teleoggi-Canale 9, 1999)
- Tribbù (Rai 2, 2007)
- Made in Sud (Rai 2, 2013-in corso)

## Cinema

### Attore
- Ti lascio perché ti amo troppo, regia di Francesco Ranieri Martinotti (2006)
- La seconda volta non si scorda mai, regia di Francesco Ranieri Martinotti (2008)
- Benvenuti al Sud, regia di Luca Miniero (2010)
- Il principe abusivo, regia di Alessandro Siani (2013)
- Ci devo pensare, regia di Francesco Albanese (2015)
- Uomini da marciapiede, regia di Francesco Albanese (2023)

### Regista
- Ci devo pensare (2015)
- Uomini da marciapiede (2023)